# Castri di Lecce
Castri di Lecce község (comune) Olaszország Puglia régiójában, Lecce megyében.

## Fekvése
A Salentói-félszigeten fekszik, Leccétől délkeletre.

## Története
A település két középkori település (Guarino és Francone) összeolvasztásával jött létre, a 19. század végén (1891). Erre utal neve is, ami a latin castrumból származik és erődítményt jelent. A nevének jelentése Lecce erődei.

## Népessége
A lakosság számának alakulása:

## Főbb látnivalói
- Madonna delle Luce-kápolna (16. század)
- Santa Maria della Visitazione-templom (17. század)
- San Vito-templom (18. század)
- Santa Maria delle Grazie-templom (17. század)